# Alex Formenton
Alex Formenton (Barrie, 13 settembre 1999) è un ex hockeista su ghiaccio canadese.

## Palmarès
- Coppa Spengler: 1

Ambrì-Piotta: 2022